# Ambrosius
Ambrosius ist ein männlicher lateinischer Vorname. Er ist auch als Familienname gebräuchlich. 

## Herkunft
Der Name kommt aus dem Griechischen und ist abgeleitet von Ambrosia, der Götterspeise, die Unsterblichkeit verleiht. Der Name kann also mit „Der Unsterbliche“ übersetzt werden.

## Varianten
- Ambros, Ambrosi (deutsche Kurzformen)
- Ambrose (englisch)
- Ambroise (französisch)
- Ambrogio (italienisch)
- Ambrosio (italienisch, spanisch)
- Ambriesch (rätoromanisch)
- Ambroos, Broos (niederländisch)
- Ambrož (tschechisch)
- Ambrus (ungarisch)

## Namenstag
Namenstag ist der 7. Dezember oder der 4. April, Gedenktage des Ambrosius von Mailand.

## Namensträger

### Kurzformen
- Ambros Becziczka (1780–1861), Zisterzienser und von 1825 bis 1861 Abt des Zisterzienserstiftes Lilienfeld
- Ambros Alfred Clementso (1831–1900), Prämonstratenser und von 1887 bis 1900 Abt des Stiftes Tepl in Böhmen
- Ambros Ebhart (* 1952), von 2007 bis 2025 Abt des Benediktiner-Stiftes Kremsmünster
- Ambrosi Hoffmann (* 1977), Schweizer Skirennfahrer
- Ambrož Hradecký († 1439), ein tschechischer Priester, Prediger und Politiker auf der Seite der Hussiten
- Ambros Madlener (1869–1956), deutscher Architekt
- Ambros Opitz (1846–1907), österreichischer katholischer Theologe, christlich-sozialer Politiker, Volksbildner, Publizist und Verleger
- Ambros Oschwald (1801–1873), deutscher römisch-katholischer Priester, Anführer von Auswanderern aus dem Schwarzwald
- Ambros Josef Pfiffig (1910–1998), Prämonstratenser und österreichischer Etruskologe
- Ambros Rieder (1771–1855), österreichischer Lehrer, Komponist und Organist
- Ambros Rueß (1916–2009), deutscher Biologe und Abt der Benediktiner-Abtei Schäftlarn
- Ambros Schupp (1840–1914), deutsch-brasilianischer katholischer Priester, Pädagoge und Autor
- Ambros Seelos (1935–2015), deutscher Saxophonist, Klarinettist, Bandleader und Arrangeur
- Ambros Speiser (1922–2003), Schweizer Ingenieur und Wissenschaftler
- Ambros Stierlin (1767–1806), Schweizer Benediktinermönch, Stiftskapellmeister, Komponist und Organist
- Ambros Supersaxo (1853–1932), Schweizer Bergführer
- Ambros Trient (1827–1900), deutscher Bauingenieur
- Ambros Uchtenhagen (1928–2022), Schweizer Psychiater, Psychoanalytiker, Hochschullehrer und Suchtspezialist
- Ambros Waibel (* 1968), deutscher Schriftsteller und Journalist
- Ambros Wilhelmer (1902–1991), österreichischer Musikwissenschaftler, Musikpädagoge und Komponist
- Ambros Zündel (1846–1905 in Furth bei Göttweig), österreichischer archäologisch tätiger Lehrer

### Zweitname
- Johann Ambrosius Bach (1645–1695), deutscher Musiker, Vater von Johann Sebastian Bach
- Macrobius Ambrosius Theodosius, römischer Schriftsteller

### Familienname
- Barbara Ambrosius (1944–2023), deutsche Juristin
- Christine Ambrosius (* 1953), deutsche Belletristikautorin
- Else-Marie Ambrosius (1907–1992), deutsche Journalistin, Werbegrafikerin, Malerin, Bildende Künstlerin und Lyrikerin
- Florian Ambrosius (* 1975), deutscher Moderator von Super RTL
- Gerold Ambrosius (* 1949), deutscher Wirtschaftshistoriker
- Gottlieb Ambrosius (1748–1814), preußischer Beamter
- Hans-Georg Ambrosius (1965–2007), deutscher bildender Künstler
- Hans-Heinrich Ambrosius (1904–1978), deutscher Offizier der Wehrmacht
- Hans-Jürgen Ambrosius (1940–2011), deutscher Gewerkschaftsfunktionär
- Heinrich Ambrosius (1879–1968), deutscher Politiker (DDP, FDP, CDU)
- Hermann Ambrosius (1897–1983), deutscher Komponist und Musikpädagoge
- Herwart Ambrosius (* 1925), deutscher Biowissenschaftler
- Johanna Ambrosius (1854–1939), deutsche Schriftstellerin
- Lea Ambrosius (* 2000), deutsche Volleyballspielerin
- Markus Ambrosius, schlesischer Humanist und Frühparacelsist, Schriftsteller, Heraldiker, Kartograph, Montanunternehmer und Münzmeister
- Marsha Ambrosius (* 1977), englische R&B-Sängerin und Songwriterin
- Philip Ambrosius (* 1993), deutscher Handballspieler
- Stefan Ambrosius (* 1976), deutscher Musiker
- Stephan Ambrosius (* 1998), ghanaisch-deutscher Fußballspieler
- Thomas Ambrosius (* 1969), dänischer Fußballspieler
- Wilhelm Ambrosius (1903–1955), deutscher Fregattenkapitän und U-Boot-Kommandant der Kriegsmarine

### Cognomen
- Lucius Cassius Ambrosius, antiker römischer Toreut